# Ahmad Shafiq
Aḥmad Muḥammad Shafīq Zakī (in arabo أحمد محمد شفيق زكي‎?; Il Cairo, 25 novembre 1941) è un politico e generale egiziano, già per breve periodo Primo ministro nel corso del 2011 (appena 33 giorni), uscito sconfitto al ballottaggio delle elezioni presidenziali del 2012.
Dopo una brillante carriera di pilota da caccia, di comandante d'uno Squadrone aereo e di basi aeree, Shafiq divenne Comandante in capo dell'Aeronautica militare nel 1996, conservando il posto fino al 2002, Dopo aver raggiunto il grado militare di Maresciallo dell'Aria. Quindi servì il suo Paese come ministro dell'Aviazione civile dal 2002 al 2011.
Fu nominato Primo ministro dal presidente Hosni Mubarak il 31 gennaio 2011 nel tentativo di frenare i moti di piazza, definiti dalla stampa occidentale "Rivoluzione egiziana del 2011", diventando in tal modo l'ultimo Primo ministro a servire nel trentennale regime di Mubarak. Restò al potere per un solo mese, dimettendosi il 3 marzo del 2011, un giorno dopo un dibattito televisivo in cui fu definito dal romanziere egiziano ʿAlāʾ al-Aswānī "un sopravvissuto" del regime autoritario di Mubarak.
È stato sconfitto di misura nelle elezioni presidenziali del 2012, perdendo il ballottaggio contro Mohamed Morsi, candidato del Partito Libertà e Giustizia, col 48,3% dei voti a fronte del 51,7% del suo avversario.

## Biografia

### Gioventù
Shafiq è nato al Cairo il 25 novembre 1941. I suoi genitori erano importanti membri della società egiziana, col padre Muhammad Shafiq Zaki che fu Sottosegretario al Ministero dell'Irrigazione e sua madre, Naja Alwi, che era figlia di un noto oculista. Dopo aver completato la sua istruzione scolastica a Heliopolis, egli entrò nell'Accademia aeronautica egiziana (in arabo الكلية الجوية المصرية‎?, al-Kulliyya al-Jawiyya al-Miṣriyya), da cui uscì nel 1961 coi gradi di sottotenente a 20 anni per cominciare il servizio attivo nei reparti dell'Aeronautica militare egiziana. Più avanti ottenne un diploma (master's degree) in "Scienze Militari", seguendo i corsi della Scuola Superiore di Guerra dell'Accademia Militare Nasser (in arabo أكادمية ناصر للعلوم العسكرية‎?, Akādimiya Nāṣir li-Taʿallum al-ʿAskariyya), partecipando a un corso interforze a Parigi, del Collegio Nazionale di Difesa dell'Accademia Militare Nasser, per conseguire poi un Ph.D. in "The National Strategy of Outer-Space". Il Maresciallo dell'Aria Ahmad Shafiq ha ricevuto le più alte onorificenze al merito nel corso del suo servizio.

### Carriera militare
Come giovane ufficiale, Shafiq ha servito in qualità di pilota da caccia prima di essere promosso comandante di Squadra aerea. Durante la Guerra di Attrito (1967–1970), Shafiq fu attivo come comandante di una formazione aerea multifunzione. In seguito divenne comandante di base aerea.
Durante la Guerra di Ramadan (1973), Shafiq era pilota anziano da caccia sotto il comando del gen. Hosni Mubarak. Shafiq viene accreditato dell'abbattimento di due aerei da caccia israeliani durante quel conflitto.
Durante i suoi 40 anni di servizio di pilota da caccia dell'Aeronautica Militare Egiziana, volò con numerosi tipi di aviogetti, inclusi il MiG-17, il MiG-19, il MiG-21 e il Mirage 2000. Fece anche parte del team della Pattuglia Acrobatica egiziana. Era qualificato inoltre al pilotaggio dello statunitense McDonnell Douglas F-4 Phantom II e del General Dynamics F-16 Fighting Falcon.
Nel 1984 Shafiq fu nominato Addetto Militare dell'Ambasciata egiziana a Roma e conservò tale posto fino al 1986. Tra il 1988 e il 1991, Shafiq ricoprì diversi incarichi militari fino al momento in cui fu nominato Comandante del Dipartimento Operazioni Aeree.
Nel settembre del 1991, Shafiq fu nominato Capo di Stato Maggiore dell'Aeronautica Militare, conservando tale alto incarico fino all'aprile del 1996, allorché divenne Comandante dell'Aeronautica Militare Egiziana. Nel 2002, dopo aver lasciato per dimissioni volontarie il servizio militare, fu nominato ministro dell'Aviazione Civile e a lui succedette il suo Capo di Stato Maggiore, il Maresciallo dell'Aria Magdi Galal Sha'rawi.
Nel novembre del 2011, Shafiq annunciò la sua candidatura per le imminenti elezioni presidenziali.

### Carriera politica

#### Nomina a Primo ministro e dimissioni
Il mandato di Shafiq nella sua veste di primo ministro fu di brevissima durata, terminando dopo poco più di un solo mese con le dimissioni presentate il 3 marzo a seguito delle pressioni dei rivoltosi e dell'opposizione. Costoro avevano obiettato che Shafiq restasse Primo ministro, essendo egli stato un sostenitore di antica data di Mubarak. Shafiq fu accusato di essere stato un componente del Consiglio Supremo delle forze armate che aveva preso ogni potere dopo che Mubarak aveva lasciato ogni incarico l'11 febbraio 2011. A Shafiq succedette come Primo ministro Isam Sharaf.
Shafiq presentò le proprie dimissioni da Primo ministro un giorno dopo un'intervista che creò scalpore sul network satellitare egiziano OnTv di Sawiris, in cui si era scontrato con il notissimo scrittore egiziano ʿAlāʾ al-Aswānī, nel talk show condotto da Rīm Māged Baladnā bi-l-Maṣri, "La nostra patria Egitto". al-Aswani fu estremamente critico nei confronti di Shafiq durante la trasmissione - la prima critica sostanziosa espressa su un canale televisivo pubblico assai visto a un importante uomo dell'establishment al potere. A un certo momento, al-Aswani disse di Shafiq: "se tuo figlio fosse stato uno di coloro che sono stati travolti dalle vetture della polizia, tu non saresti rimasto zitto come fai ora." al-Aswani inoltre accusò Shafiq di essere stato un puntello importante del regime che gli Egiziani stavano combattendo per rovesciarlo e che era inadatto a rappresentare gli Egiziani nell'era post-rivoluzionaria.

#### Elezioni presidenziali egiziane del 2012
Shafiq annunciò la sua candidatura alle elezioni presidenziali del 2011. La candidatura di Shafiq generò controversie e proteste in Egitto, dal momento che numerose persone lo consideravano un complice del regime di Mubarak. La reazione di Shafiq, secondo cui l'ex-Presidente aveva costituito un "modello di governo", fu particolarmente contestata. Nel corso di un evento della sua campagna elettorale, un contestatore gli lanciò contro le scarpe, pur senza colpirlo. Fu osservato che la candidatura di Shafiq era sostenuta dalla forte minoranza copta egiziana, che si opponeva logicamente all'avanzata nei sondaggi dei candidati fondamentalisti - Fratelli Musulmani e i ben più radicali salafiti.
Con i Fratelli Musulmani e il loro candidato del partito Libertà e Giustizia Mohamed Morsi, Shafiq fu uno dei due che superarono il 23-24 maggio 2012 la prima fase per il ballottaggio finale, giungendo secondo in termini di voti rispetto a Morsi. La seconda e decisiva votazione fu svolta il 16–17 giugno 2012. Furono rivolte accuse al ministro degli Interni egiziano che avrebbe consegnato 900.000 certificati elettorali a soldati egiziani affinché potessero votare per Shafiq. Il candidato che giunse terzo alla prima votazione, Hamdin Sabahi, aveva chiesto che le elezioni fossero momentaneamente sospese fin quando non fosse stata condotta un'opportuna verifica delle accuse.
Lunedì 28 maggio, dimostranti inferociti che Shafiq fosse stato proclamato come secondo candidato per partecipare al ballottaggio finale, dettero fuoco a un ufficio del Cairo collegato con la campagna elettorale di Shafiq stesso. Un altro candidato, Khaled Ali disse, mentre partecipava a Piazza Tahrir a una manifestazione di protesta contro i risultati elettorali comunicati dalle autorità egiziane, che Tahrir aveva “rovesciato Mubarak e avrebbe rovesciato [anche] Shafiq”. La scelta elettorale tra Shafiq e Morsi fu descritta come una "scelta tra due dei politici maggiormente contrapposti dell'Egitto", e alcuni attivisti avevano dato luogo a un duro sciopero per protestare contro la candidatura di Shafiq.
La campagna presidenziale di Shafiq è stata caratterizzata dall'enfasi riservata al tema dell'ordine pubblico e della sicurezza e, sebbene il Consiglio Supremo delle forze armate al governo dell'Egitto non avesse appoggiato alcun candidato. Una notizia dello statunitense McClatchy Newspapers svelava le strette relazioni del candidato con i militari al potere". Secondo il "The New York Times", Shafiq avrebbe promesso di far ricorso a esecuzioni e alla "forza bruta" per restaurare l'ordine nel Paese entro un mese, a partire dalla sua entrata in carica.
I primi risultati della seconda tornata elettorale presidenziale indicarono che il candidato dei Fratelli Musulmani, Mohamed Morsi, aveva vinto per uno stretto margine di voti, e anche i dati ufficiali parlavano di un distacco abbastanza contenuto tra i due candidati, tanto che il Consiglio Supremo delle forze armate tardò a comunicare il risultato definitivo, per un opportuno riconteggio delle schede, mentre Shafiq proclamava la propria vittoria, poi smentita dai fatti.
Il 24 giugno, l'Alta Commissione elettorale presidenziale, guidata da Faruq Sultan, annunciò la sconfitta di misura di Shafiq, col 48,27% dei voti, a fronte del 51,73% del rivale Morsi.
Nei giorni seguenti Shafiq partì prudenzialmente per l'estero assieme alla famiglia. Lo stesso fece ʿOmar Sulaymān, che poco più di un mese più tardi morì in un ospedale di Cleveland (Ohio).